# Cantó del Crèç

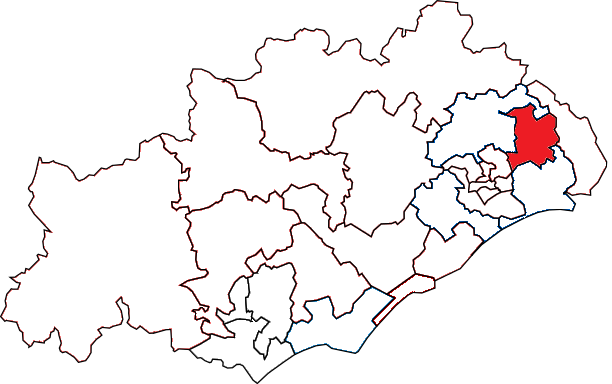
El cantó del Crèç dau Fesc a l'Erau

El cantó del Crèç és un cantó francès del departament de l'Erau, a la regió d'Occitània. Forma part del districte de Montpeller, té 11 municipis i el cap cantonal és Lo Crèç. L'any 2018 tenia 45.002 habitants.

## Municipis

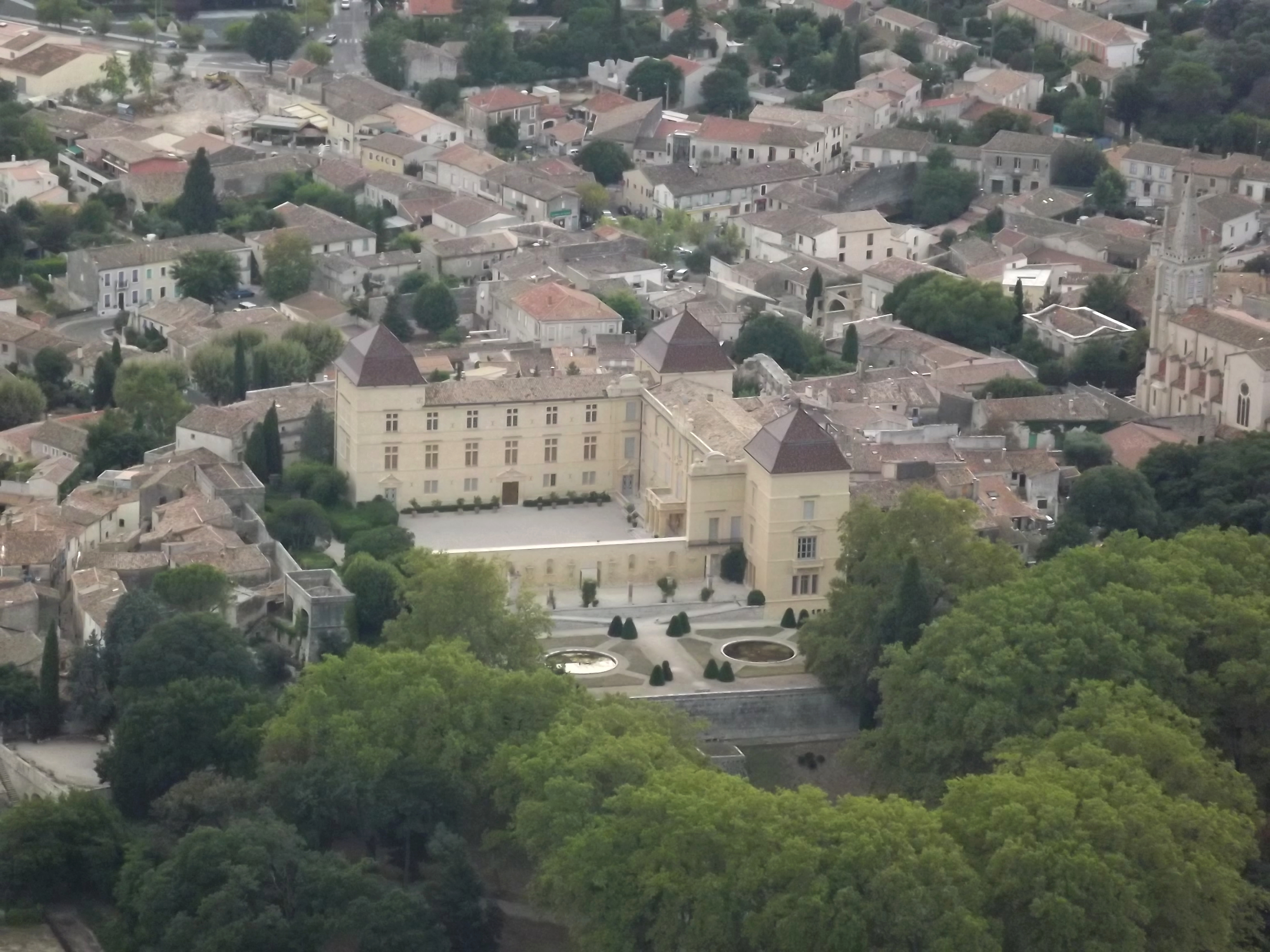
Castell de Càstias

- Balhargues
- Bèuluòc
- Càstias
- Lo Crèç
- Montaut
- Restinclièiras
- Sant Breç
- Sant Dreseri
- Sant Ginièis de las Morgas
- Suçargues
- Vendargues